# Перияр (национальный парк)
Перияр (англ. Periyar National Park) — национальный парк в индийском штате Керала.

## История
Парк был основан в 1982 году.

## География
Расположен в Западных Гатах, на границе со штатом Тамилнад, в округах Идукки и Патанамтитта. Площадь составляет около 350 км². Расстояние до Коттаяма — около 100 км, до Мадурая — около 110 км, до Кочина — 120 км. Самая высшая точка территории — гора Коттамалай (2019 м).
В парке находится живописное озеро Перияр (26 км²), созданное в 1895 году в связи с постройкой дамбы на реке Перияр.

## Флора и фауна
Около 75 % территории покрыто вечнозелёными тропическими лесами. В парке насчитывается 62 вида млекопитающих, среди них: тигры (популяция в 53 особи по данным на 2010 год), слоны (900—1000 особей), гауры, индийские замбары, леопарды, мунтжаки, оленьковые, мангусты, вандеру, индийский макак и др.
Также в парке насчитывают 320 видов птиц, 45 видов рептилий, 27 видов амфибий, 38 видов рыб и около 160 видов бабочек.